# Noëmi Nadelmann

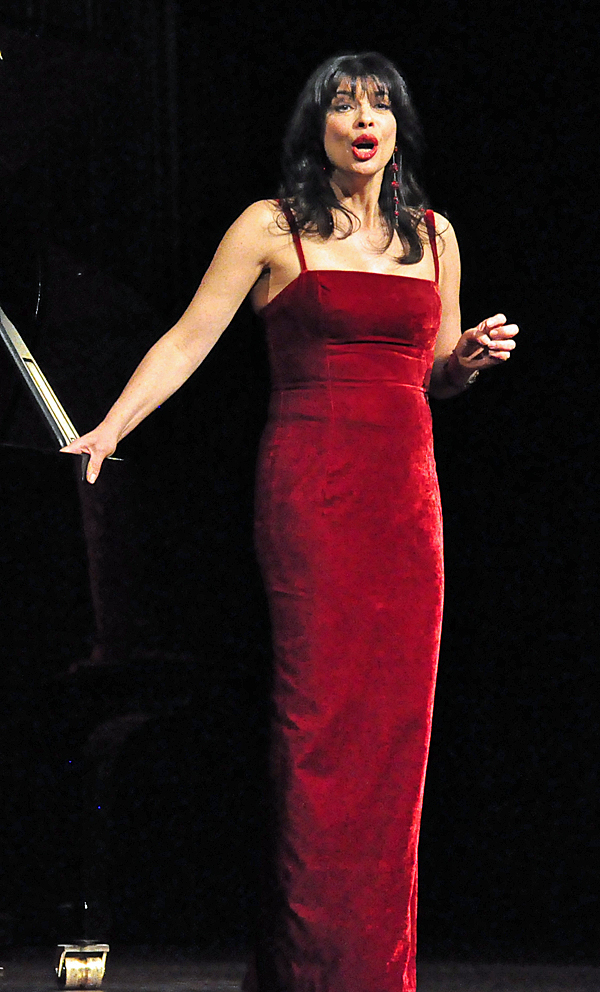
Noëmi Nadelmann, 2009

Noëmi Nadelmann (* 6. März 1962 in Zürich) ist eine Schweizer Opernsängerin (Sopran).

## Leben
Noëmi Nadelmann erhielt eine Gesangsausbildung an der Indiana University im amerikanischen Bloomington und debütierte 1987 in der Rolle der «Musetta» am Teatro La Fenice in Venedig. Trotz eines recht hellen Soprans fiel sie zunächst durch eher tragische Opernrollen auf. Es folgten Engagements an der Volksoper Wien und in diversen Schweizer Städten. In den 1990er-Jahren hatte sie Engagements am Gärtnerplatztheater München, an der Komischen Oper Berlin, an der Staatsoper in München, am Opernhaus Zürich sowie an der Pariser Opéra Bastille. 
In Andrzej Żuławskis Film Blue Note (La Note bleue, 1991) spielte Nadelmann neben Marie-France Pisier und Sophie Marceau die Rolle der Opernsängerin Pauline Viardot-Garcia. 1997 wurde sie mit dem von der Johann-Wolfgang-von-Goethe-Stiftung verliehenen Wolfgang-Amadeus-Mozart-Preis ausgezeichnet.
2007 sass sie in der Fachjury der 3. Staffel der Schweizer Castingshow MusicStar. Bei den Seefestspielen Mörbisch sang sie am 12. Juli 2007 in der Johann-Strauss-Operette Wiener Blut. An der Komischen Oper Berlin sang Noëmi Nadelmann 2008 die Rolle der «Jenny» in der Oper Aufstieg und Fall der Stadt Mahagonny.
Ihr Repertoire umfasst weitere 57 Opern-Rollen, zwei Dutzend Oratorien und die vier Musicals West Side Story, Show Boat, My Fair Lady und Kiss me, Kate.
Im 2010 nahm der Noëmi-Nadelmann-Chor an der Fernsehproduktion Kampf der Chöre teil. Zur Vereidigung des Nationalrats am 5. Dezember 2011 sang Nadelmann die Nationalhymne in allen vier Landessprachen.

## Diskographie
- Nadelmann singt Gershwin und Porter, 1999
- Opern-Arien, 1999/2000
- Arte Nova Voices – Franz Schreker (Lieder), mit Andreas Schmidt (Bariton) und Adrian Baianu (Piano), 2000
- Komm mit mir ins Chambre Séparée, 2006
- Zarzuela: Spanish Arias, 2006
- Mein blaues Klavier – Schweizer Lieder, 2010, Liederzyklen von Leo Nadelmann, Ernest Bloch, Friedrich Hegar, Rolf Urs Ringger und Willy Burkhard